# 隐私权政策
隐私权政策（英語：privacy policy），又稱隱私政策是一份有關企业等信息收集方就如何收集個人信息所發佈的声明，信息收集方會在隐私权政策中提到自己收集、存储、使用、披露和管理客户数据的政策。信息收集方在聲明中會告知客户哪些具体信息會被收集，以及这些信息是否会被保密，是否会与合作伙伴共享，或出售给其他公司或企业。个人信息可以是任何可以用来识别个人身份的东西，包括但不限于个人的姓名、地址、出生日期、婚姻状况、联系方式、身份证的签发日期和有效期、個人财务记录、信用記錄、病史、旅行地点等。